# دردار مستدير
دردار مستدير (الاسم العلمي: Ulmus rotundata) هو نوع نباتي يتبع جنس الدردار من فصيلة الدردارية.